# HD 70930
HD 70930 (nota anche come B Velorum) è una stella bianco-azzurra nella sequenza principale di magnitudine 4,81 situata nella costellazione delle Vele. Dista 1510 anni luce dal sistema solare.

## Osservazione
Si tratta di una stella situata nell'emisfero celeste australe. La sua posizione è fortemente australe e ciò comporta che la stella sia osservabile prevalentemente dall'emisfero sud, dove si presenta circumpolare anche da gran parte delle regioni temperate; dall'emisfero nord la sua visibilità è invece limitata alle regioni temperate inferiori e alla fascia tropicale. La sua magnitudine pari a 4,8, fa sì che possa essere scorta solo con un cielo sufficientemente libero dagli effetti dell'inquinamento luminoso.
Il periodo migliore per la sua osservazione nel cielo serale ricade nei mesi compresi fra dicembre e maggio; nell'emisfero sud è visibile anche all'inizio dell'inverno, grazie alla declinazione australe della stella, mentre nell'emisfero nord può essere osservata limitatamente durante i mesi della tarda estate boreale.

## Caratteristiche fisiche
La stella è una bianco-azzurra di sequenza principale; ha una massa oltre 15 volte quella solare ed un'età stimata in appena 10 milioni di anni.
La sua magnitudine assoluta è di -3,52 e la sua velocità radiale positiva indica che la stella si sta allontanando dal sistema solare.

## Sistema stellare
HD 70930 è un sistema stellare formato da due componenti. La componente principale A è una stella di magnitudine 5,14. La componente B è di magnitudine 6,08 separata da 0,8 secondi d'arco da A e con angolo di posizione di 139 gradi